# 齋藤邦彥 (外交官)
齋藤邦彥（日语：斎藤邦彦，1935年2月2日—2022年7月4日），是一名日本外交官，曾任日本驻美国大使。
在1995年至1999年期間，他擔任了日本駐美大使一職。他一直擔任日本國際協力機構負責人，直至2001年8月，隨後由川上隆雄接任 。由於涉及該機構官員的醜聞，他被解職，與副大臣川島裕、大使柳井俊二以及大使林定之一同被免職。